# Coppers
Coppers ist eine Fernsehserie des flämischen Rundfunksenders VTM. Dort war die erste Staffel der Serie zwischen 4. Januar und 28. März 2016 zu sehen. Die deutschsprachige Erstausstrahlung der düsteren Krimiserie, welche auf Romanen des belgischen Autors Toni Coppers basiert, lief zwischen 31. August und 12. Oktober 2016 mit einmaliger Ausnahme als Doppelfolgen jeweils im Spät- bzw. Nachtprogramm beim deutschen Sender ZDFneo.

## Episodenliste
| Nr. | Originaltitel | dt. Titel                    | Erstausstrahlung (Belgien) | Buch                               | Regie             | Erstausstrahlung (Deutschland) |
| --- | ------------- | ---------------------------- | -------------------------- | ---------------------------------- | ----------------- | ------------------------------ |
| 1   | Ato           | Späte Rache                  | 4. Januar 2016             | Lieven Scheerlinck Ed Vanderweyden | Maarten Moerkerke | 31. August 2016                |
| 2   | Dim Sum       | Die Tote im Stall            | 11. Januar 2016            | Koen Sonck Ed Vanderweyden         | Maarten Moerkerke | 1. September 2016              |
| 3   | Grijze muis   | Trügerischer Schein          | 18. Januar 2016            | Geert Bouckaert Ed Vanderweyden    | Maarten Moerkerke | 7. September 2016              |
| 4   | Iris          | Verhängnisvolle Freundschaft | 25. Januar 2016            | Dirk Nielandt Ed Vanderweyden      | Maarten Moerkerke | 7. September 2016              |
| 5   | Clown         | Die geschminkte Tote         | 1. Februar 2016            | Geert Bouckaert Ed Vanderweyden    | Maarten Moerkerke | 14. September 2016             |
| 6   | Nachtduik     | Blutige Diamanten            | 8. Februar 2016            | Lieven Scheerlinck Ed Vanderweyden | Maarten Moerkerke | 15. September 2016             |
| 7   | Nemesis       | Quälendes Geheimnis          | 15. Februar 2016           | Dirk Nielandt Ed Vanderweyden      | Maarten Moerkerke | 21. September 2016             |
| 8   | Joelia        | Mord im Hotel                | 22. Februar 2016           | Koen Sonck Ed Vanderweyden         | Maarten Moerkerke | 21. September 2016             |
| 9   | Antiek        | Verletzte Seelen             | 29. Februar 2016           | Lieven Scheerlinck Ed Vanderweyden | Jeroen Dumoulein  | 28. September 2016             |
| 10  | Hout          | Tödliche Hilfe               | 7. März 2016               | Dirk Nielandt Ed Vanderweyden      | Jeroen Dumoulein  | 28. September 2016             |
| 11  | Zwerfvuil     | Ein hoffnungsloser Fall      | 14. März 2016              | Koen Sonck Ed Vanderweyden         | Jeroen Dumoulein  | 5. Oktober 2016                |
| 12  | Stilte        | Die verlorene Tochter        | 21. März 2016              | Geert Bouckaert Ed Vanderweyden    | Jeroen Dumoulein  | 12. Oktober 2016               |
| 13  | Eindspel      | Endspiel                     | 28. März 2016              | Dirk Nielandt Ed Vanderweyden      | Jeroen Dumoulein  | 13. Oktober 2016               |

## Homevideo-Auswertung
Die Serie erschien im deutschsprachigen Raum am 14. Oktober 2016 auf DVD und Blu-ray Disc. Die vom Unternehmen peppermint enterprises über Sony Music Entertainment veröffentlichte Fassung enthält ausschließlich die deutschsprachige Synchronfassung, welche durch die Metz-Neun Synchron Studio- und Verlags GmbH unter Dialogbuch von Ingrid Metz-Neun und Dialogregie von Sasa Amic und Raphael Wujanz erstellt wurde, nicht aber den flämischen Originalton.